# George O'Brien
George O'Brien (n. 19 aprilie 1899, California, SUA – d. 4 septembrie 1985, Tulsa, Oklahoma, SUA) a fost un actor american. Popular în epoca filmului mut, acesta este cunoscut pentru rolul din filmul Sunrise: A Song of Two Humans din 1927.

## Biografie
Născut în San Francisco, California, George O'Brien a fost fiul lui Daniel J. și al Margaretei L. (născută Donahue) O'Brien. Tatăl său a devenit ulterior șeful poliției din San Francisco, fiind cel care a ordonat arestarea actorului Roscoe „Fatty” Arbuckle în septembrie 1921.
În 1917, O'Brien s-a înrolat în Marina Statelor Unite pentru a lupta în Primul Război Mondial și a fost brancardier voluntar pentru pușcașii marini răniți. În timpul războiului, O'Brien a devenit campion de box la categoria semigrea al flotei din Pacific.

## Cariera
La 20 de ani, O'Brien a ajuns la Hollywood în speranța că va deveni cameraman și a lucrat ca asistent de cameraman atât pentru Tom Mix, cât și pentru Buck Jones⁠(d). Unul dintre primele sale roluri a fost în filmul dramatic Moran of the Lady Letty din 1922 regizată de George Melford⁠(d). În 1924, O'Brien a obținut primul său rol principal în filmul The Man Who Came Back. În același an, a fost ales de John Ford să apară în The Iron Horse alături de actrița Madge Bellamy⁠(d). A devenit în cele din urmă membru al John Ford Stock Company, având în total 12 roluri în filmele acestuia. În 1927, a apărut în Sunrise: A Song of Two Humans alături de Janet Gaynor. Câștigător a trei Premii Oscar, rămâne cel mai important lungmetraj din filmografia sa. De asemenea, a avut rolul principal în filmul East Side, West Side⁠(d).
Pe parcursul anilor 1920, O'Brien a devenit un actor principal⁠(d) extrem de popular, având adesea roluri în filme de aventură sau acțiune alături de actrițe cunoscute precum Alma Rubens⁠(d), Anita Stewart⁠(d), Dolores Costello⁠(d), Madge Bellamy⁠(d), Olive Borden⁠(d) și Janet Gaynor. A continuat să joace și după apariția filmului sonor, cu precădere în filme western și de aventură. Începând din 1938, acesta a avut rolul principal în mai multe filme western realizat de studioul RKO Radio Pictures. Actorul Tim Holt⁠(d) l-a înlocuit pe O'Brien după reînrolarea sa în marina americană.

### Serviciu militar
În timpul celui de-Al Doilea Război Mondial, O'Brien a fost însărcinat cu coordonarea debarcării trupelor și munițiilor în teatrul de război din Pacific⁠(d) și a fost decorat de mai multe ori. Avea gradul de comandant când a fost lăsat la vatră. Mai târziu, s-a alăturat United States Navy Reserve⁠(d) și s-a pensionat în 1962.
După serviciul militar, O'Brien a apărut ocazional în lungmetraje precum Fort Apache, She Wore a Yellow Ribbon și Cheyenne Autumn⁠(d), cel din urmă fiind ultimul său rol din carieră.
În cadrul United States Navy Reserve, acesta a preluat un proiect pentru Departamentul Apărării din programul „People to People” al președintelui Dwight Eisenhower. A fost ofițer de proiect pentru o serie de filme despre trei țări asiatice. Unul despre Coreea, regizat de John Ford, iar celelalte două despre Formosa (Taiwan), respectiv Filipine.

## Viața personală și moartea
În anii 1920, O'Brien a avut o relație de lungă durată cu actrița Olive Borden. S-a căsătorit cu Marguerite Churchill⁠(d) pe 15 iulie 1933. Primul lor copil, Brian, a murit la 10 zile după naștere. Fiica sa - Orin O'Brien⁠(d) - este contrabasistă la Filarmonica din New York⁠(d), iar mezinul familiei, Darcy O'Brien⁠(d), a fost scriitor și profesor universitar. George și Marguerite au divorțat în 1948.
O'Brien a suferit un accident vascular cerebral în 1981 și a fost imobilizat la pat în ultimii patru ani de viață. A murit în 1985 în Broken Arrow, Oklahoma. Pentru contribuția sa la industria cinematografică, Brien a primit o stea pe Hollywood Walk of Fame la 6201 Hollywood Blvd. în Los Angeles.

## Filmografie
| An   | Film                          | Rol                                 | Note |
| ---- | ----------------------------- | ----------------------------------- | --- |
| 1922 | Moran of the Lady Letty       | Deck Hand                           | - regizat de George Melford - nemenționat - cu Rudolph Valentino                                              |
| 1922 | The Ghost Breaker             | A Ghost                             | - regizat de Alfred E. Green - nemenționat                                                                    |
| 1922 | White Hands                   | Sailor                              | regizat de Lambert Hillyer                                                                                    |
| 1923 | The Ne'er-Do-Well             | Clifford                            | regizat de Alfred E. Green                                                                                    |
| 1924 | The Man Who Came Back         | Henry Potter                        | regizat de Emmett J. Flynn                                                                                    |
| 1924 | The Iron Horse                | Davy Brandon                        | regizat de John Ford                                                                                          |
| 1924 | Shadows of Paris              | Louis                               | regizat de Herbert Brenon                                                                                     |
| 1925 | The Dancers                   | Tony                                | regizat de Emmett J. Flynn                                                                                    |
| 1925 | The Fighting Heart            | Denny Bolton                        | regizat de John Ford                                                                                          |
| 1925 | Havoc                         | Dick Chappel                        | regizat de Rowland V. Lee                                                                                     |
| 1925 | Thank You                     | Kenneth Jamieson                    | regizat de John Ford                                                                                          |
| 1926 | The Johnstown Flood           | Tom O'Day                           | regizat de Irving Cummings                                                                                    |
| 1926 | The Silver Treasure           | Nostromo                            | regizat de Rowland V. Lee                                                                                     |
| 1926 | The Blue Eagle                | George Darcy                        | regizat de John Ford                                                                                          |
| 1926 | 3 Bad Men                     | Dan O'Malley                        | regizat de John Ford                                                                                          |
| 1927 | Is Zat So?                    | Ed "Chick" Cowan                    | regizat de Alfred E. Green                                                                                    |
| 1927 | Paid to Love                  | Crown Prince Michael                | regizat de Howard Hawks                                                                                       |
| 1927 | Sunrise: A Song of Two Humans | Farmer                              | regizat de F. W. Murnau                                                                                       |
| 1928 | Noah's Ark                    | Travis/Japheth                      | regizat de Michael Curtiz                                                                                     |
| 1928 | Sharp Shooters                | George                              | regizat de John G. Blystone                                                                                   |
| 1929 | Salute                        | Cadet John Randall                  | - regizat de David Butler - cu John Wayne (necreditat)                                                        |
| 1929 | True Heaven                   | Lieutenant Philip Gresson           | regizat de James Tinling                                                                                      |
| 1929 | Masked Emotions               | Bramdlet Dickery                    | regizat de Kenneth Hawks                                                                                      |
| 1930 | Rough Romance                 | Billy West                          | - regizat de A. F. Erickson - cu John Wayne (nemenționat)                                                     |
| 1931 | Riders of the Purple Sage     | Jim Lassiter                        | regizat de Hamilton McFadden                                                                                  |
| 1931 | Seas Beneath                  | Cmdr. Robert "Bob" Kingsley         | regizat de John Ford                                                                                          |
| 1931 | A Holy Terror                 | Tony Bard altă denumire: "Woodbury" | regizat de Irving Cummings                                                                                    |
| 1932 | The Golden West               | David Lynch/Motano                  | regizat de David Howard                                                                                       |
| 1932 | Robbers' Roost                | Jim Wall                            | regizat de David Howard și Louis King                                                                         |
| 1933 | The Last Trail                | Tom Daley                           | regizat de James Tinling                                                                                      |
| 1934 | Frontier Marshal              | Michael Wyatt                       | regizat de Lewis Seiler                                                                                       |
| 1935 | The Cowboy Millionaire        | Bob Walker                          | regizat de Edward F. Cline                                                                                    |
| 1936 | Daniel Boone                  | Daniel Boone                        | regizat de David Howard                                                                                       |
| 1937 | Windjammer                    | Bruce Lane                          | regizat de Ewing Scott                                                                                        |
| 1937 | Park Avenue Logger            | Grant Curran                        | regizat de David Howard                                                                                       |
| 1938 | Painted Desert                | Bob McVey                           | regizat de David Howard                                                                                       |
| 1938 | Lawless Valley                | Larry Rhodes                        | regizat de David Howard                                                                                       |
| 1938 | Gun Law                       | Tom O'Malley                        | regizat de David Howard                                                                                       |
| 1938 | The Renegade Ranger           | Captain Jack Steele                 | regizat de David Howard                                                                                       |
| 1938 | Border G-Man                  | Jim Galloway                        | regizat de David Howard                                                                                       |
| 1939 | Timber Stampede               | Scott Baylor                        | regizat de David Howard                                                                                       |
| 1939 | Arizona Legion                | Boone Yeager                        | regizat de David Howard                                                                                       |
| 1939 | The Fighting Gringo           | Wade Barton                         | regizat de David Howard                                                                                       |
| 1939 | The Marshal of Mesa City      | Cliff Mason                         | regizat de David Howard                                                                                       |
| 1940 | Triple Justice                | Brad Henderson                      | regizat de David Howard                                                                                       |
| 1940 | Stage to Chino                | Dan Clark                           | regizat de Edward Killy                                                                                       |
| 1947 | My Wild Irish Rose            | William "Duke" Muldoon              | regizat de David Butler                                                                                       |
| 1948 | Fort Apache                   | Capt. Sam Collingwood               | - regizat de John Ford - cu John Wayne                                                                        |
| 1949 | She Wore a Yellow Ribbon      | Maj. Mac Allshard                   | - regizat de John Ford - cu John Wayne                                                                        |
| 1951 | Gold Raiders                  | George O'Brien                      | - regizat de Edward Bernds - lansat în Marea Britanie sub numele „The Stooges Go West” - cu The Three Stooges |
| 1964 | Cheyenne Autumn               | Major Braden                        | - regizat de John Ford - cu James Stewart                                                                     |